# Natuna-Inseln
Die Natuna-Inseln  (indonesisch: Kepulauan Natuna) sind eine Inselgruppe Indonesiens im Südchinesischen Meer.
Sie gehören zur Provinz Kepulauan Riau und sind die nördlichste indonesische Inselgruppe, deren territoriale Zugehörigkeit unumstritten ist. Sie bilden – gemeinsam mit den Anambas-, Badas- und Tambelaninseln – den Tudjuh-Archipel. Zu diesem Archipel gehören auch die Subi-, Sejang- und Seresaninseln.
Die Natuna-Inseln umfassen 272 Inseln zwischen Borneo und Vietnam, nordöstlich der Anambasinseln. Die Inseln haben eine Bevölkerung von etwa 100.000 Menschen, die überwiegend als  Bauern oder Fischer tätig sind. Einen ausgeprägten Tourismus gibt es nicht.
Die Hauptinsel Natuna Besar (auch Ranai genannt) hat eine Fläche von 1.720 km². Hier findet sich mit dem Gunung Ranai mit 1.035 m der höchste Berg des Archipels. Die Insel ist mit Booten von Jakarta oder Tanjung Pinang erreichbar, kleine Flugzeuge verkehren von Batam.
China erkennt zwar die Hoheit Indonesiens an, akzeptiert aber die ausschließliche Wirtschaftszone nicht und beruft sich dabei auf „traditionelle chinesische Fischgründe“, was nach dem Völkerrecht jedoch keine Bedeutung hat.